# Медаль миру імені Отто Гана
Медаль миру імені Отто Гана нім. Otto-Hahn-Friedensmedaille — німецька нагорода, започаткована 1988 року онуком Отто Гана, ядерного хіміка, лауреата Нобелівської премії, почесного громадянина федеральної землі й міста Берліна, професора, кандидата хімічних наук, та названа на його честь.
Нагороду присуджують особам чи установам «за видатні заслуги в справі миру та взаєморозуміння народів». Золоту медаль та інкрустовану золотом грамоту у шкіряній палітурці традиційно вручають щодвароки на урочистій церемонії, що проходить у Берліні 17 грудня.

## Список нагороджених медаллю
- 1988 — Алессандро Пертіні — італійський політик, президент Італії
- 1989 — Михайло Горбачов — російський радянський політик, Президент СРСР
- 1991 — Симон Візенталь — австрійський публіцист, засновник Єврейського історичного центру документації
- 1993 — Сер Карл Поппер — британський філософ і теоретик науки
- 1995 — Ганс Кошнік — німецький політик, глава адміністрації ЄС у Мостарі
- 1997 — Лорд Ієгуді Менухін — британський скрипаль-віртуоз і диригент
- 1999 — Герд Руґе — німецький журналіст і теледокументаліст
- 2001 — Міріам Макеба — південноафриканська співачка, композиторка й борчиня за права людини
- 2003 — Мері Робінсон — ірландська політична діячка, колишня президент республіки Ірландія, Верховна комісарка ООН у справах людини
- 2005 — Мухаммед Алі — американський боксер, борець за права людини, посланець миру ООН
- 2008 — Ханс Кюнг — швейцарський католицький теолог, засновник і президент організації Світовий Етос
- 2010 — Даніель Баренбойм — аргентинсько-ізраїльський диригент і піаніст, член миротворчої місії ООН у Берліні
- 2012 — Тадатоші Акіба — японський професор математики, політик, багаторічний мер міста Хіросіма й один із засновників організації «Мери за мир»
- 2014 — Манфред Новак — австрійський професор права, активіст-правозахисник, колишній спеціальний доповідач ООН з питань тортур.
- 2016 — Мелінда Френч Гейтс — американська підприємиця, філантропка, співзасновниця Фонду Білла та Мелінди Гейтс.
- 2018 — Джон Керрі — 68-й Державний секретар США.